# Richard Smedberg
Magnus Albrecht Richard Smedberg, född 6 juni 1880 i Ludgo socken, död 27 oktober 1950 i Stockholm, var en svensk vattenbyggnadsingenjör.
Richard Smedberg var son till lantbrukaren Albrecht Bruno Smedberg. Han avlade mogenhetsexamen i Stockholm 1899 och utexaminerades från Tekniska högskolans avdelning för väg- och vattenbyggnadskonst 1903. Han var konstruktör hos ingenjörsfirman Undander & Jonson 1903 och vid Vattenbyggnadsbyrån i Stockholm 1904–1907, förste posthavande ingenjör vid Gullspångs kraftverksbyggnad 1906–1907, statens fiskeriingenjör 1907–1909, föredragande i Vattenfallsstyrelsen 1909–1910 och byråingenjör i Hydrografiska byrån 1908–1918. Han var förste statshydrograf 1919–1937 och ledamot av Österbygdens vattendomstol i Stockholm 1919–1932 och 1937–1945. Dessutom var han vikarierande ledamot av Kammarrätten från 1931, Smedberg blev löjtnant i Väg- och vattenbyggnadskåren 1910, kapten där 1917, major 1928 och överstelöjtnant 1941 samt avgick 1948. Han anlitades flitigt av olika statliga myndigheter i vattenlags- och skattefrågor och var ledamot av flottningslagskommittén 1917–1918, föreståndare för Skogshögskolans flottledsbefälskurs 1921 samt ordförande i torrläggningskommittén 1937–1938, i Sveriges högskoleutbildade väg- och vattenbyggares riksförbund (SVR) där han var en av stiftarna 1944–1945 och i Statsverkens ingenjörsförbund 1944–1945. 1911–1922 var han redaktör för den av honom grundade Svensk flottningstidskrift, och från 1923 redigerade han dess efterföljare, Svensk flottningschefsförenings årsbok (från 1927 Svenska flottledsförbundets årsbok). I Svensk flottningschefsförening var han även sekreterare och styrelseledamot från 1916. Han tillhörde stiftarna av Nordiska flottningsrådet 1947 och var sekreterare där från 1948. Smedberg var 1911 en av förslagsställarna till skapandet av Tekniska museet, och då det tillkom 1924 var han fram till sin död ledamot av museets styrelse. Inom Svenska turistföreningen gjorde han en betydande insats bland annat som styrelseledamot 1909–1950 och som ordförande i publikationsnämnden 1932–1950. Vid sin avgång erhöll han föreningens medalj i guld. Smedberg utgav Teknisk tidskrifts avdelning Väg- och vattenbyggnadskonst 1909–1920 och 1938–1950. Han publicerade arbeten huvudsakligen rörande hydrologi, vattenbyggnad, vattenrätt och fastighetstaxering. Bland hans skrifter märks Sveriges flottledsbyggnader (1916), Skogsindustriens kraftproblem (1917), Vattenkraften och flottningens förhållande till varandra (1923) och Vattenfallsindustriens fastighetstaxering (1932, 1937, 1944).